# Rumex ambigens
Rumex ambigens är en slideväxtart som beskrevs av Heinrich Carl Haussknecht. Rumex ambigens ingår i släktet skräppor, och familjen slideväxter. Inga underarter finns listade i Catalogue of Life.